# Interstate 515
Pour les articles homonymes, voir Route 515.
L'Interstate 515 est une ancienne autoroute s'étendant sur 14,44 miles (23,25 km) située dans la région de Las Vegas, au Nevada (États-Unis). Existant de 1976 à 2024, il s'agissait d'une autoroute collectrice de l'I-15 reliant cette dernière à l'I-11, à l'I-215 et à la SR 564. L'autoroute reliait les villes de Boulder City et d'Henderson au centre-ville de Las Vegas. Tout au long de son parcours, elle était en multiplex avec la US 93 et la US 95.
C'est en 1976 que l'identification de l'I-515 est approuvée, mais la construction de l'autoroute ne commence qu'en 1982 pour s'échelonner jusqu'en 1994, année où elle est formellement identifiée comme telle par de la signalisation.
En août 2017, la section de l'I-515 entre l'I-215 et les limites sud de la ville d'Henderson est renumérotée en I-11, faisant passer la longueur de l'autoroute de 20,54 miles (33,06 km) à 14,44 miles (23,25 km). En 2022, le département des Transports du Nevada (en) annonce choisir l'alignement de l'I-515 au lieu de celui de l'I-215 pour le prolongement vers le nord-ouest de l'I-11. C'est ainsi qu'en 2024 la section de l'I-515 située entre l'échangeur avec l'I-215 et celui avec l'I-15 est renumérotée en I-11. La route est officiellement déclassée en mai 2024.
Il est prévu que la nouvelle I-11 relie Phoenix à Las Vegas avec une expansion potentielle jusqu'à Reno, dans le nord-ouest de l'état. L'alignement de l'I-515 est le corridor choisi pour devenir l'I-11.

## Description du tracé

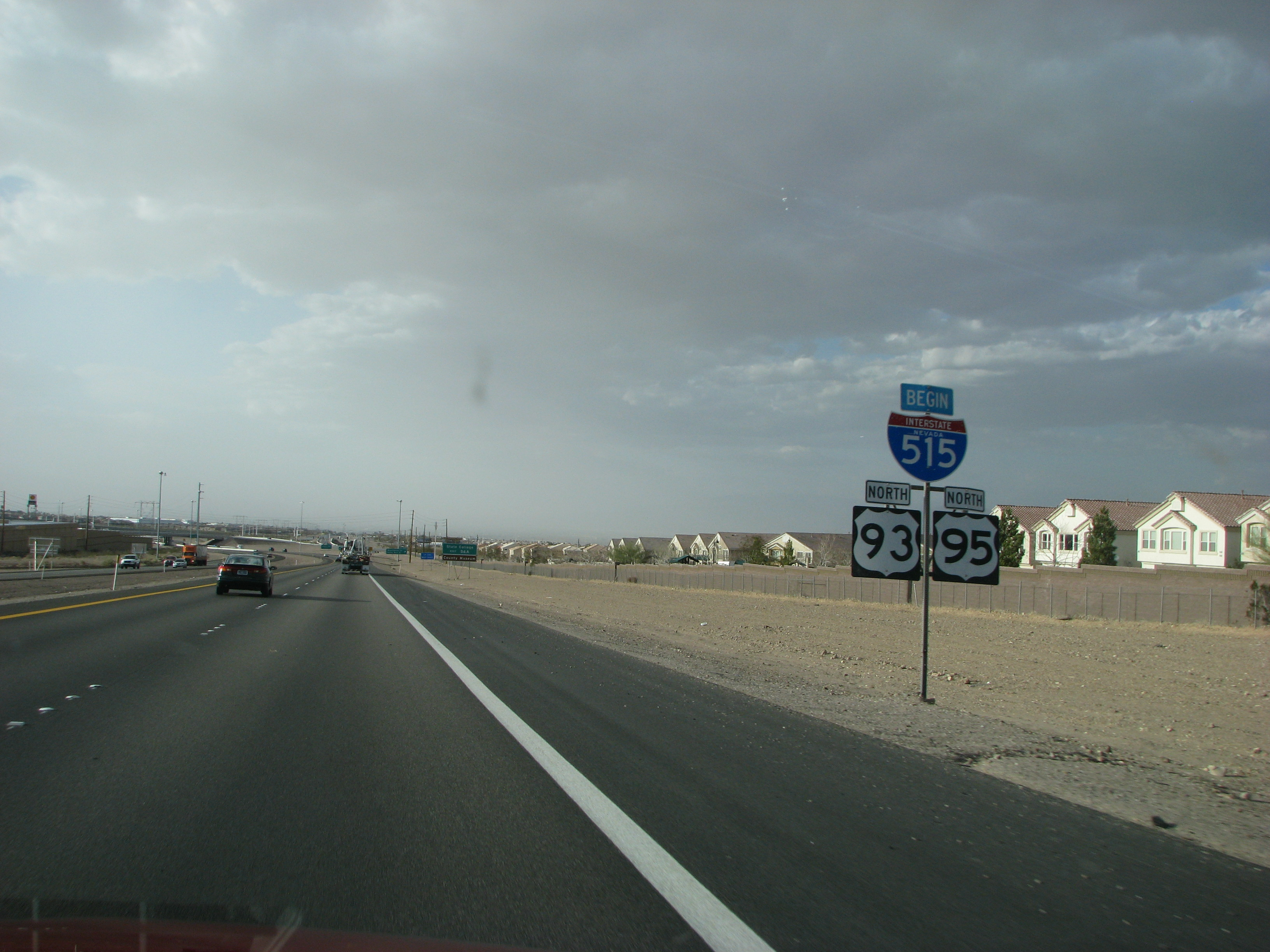
L'extrémité sud-est de l'interstate 515 direction nord près de Boulder City.

Formant un multiplex avec les US 93 et US 95, l'I-515 débute au sud à Henderson à la jonction avec East Paradise Hills Drive en continuant l'I-11. Elle traverse ensuite dans une trajectoire nord-ouest/sud-est Henderson pendant 10 miles, tout en croisant l'Interstate 215 (sortie 61). Après avoir traversé Henderson, elle fait son entrée dans Las Vegas. Elle traverse la ville pendant ses premiers miles dans une trajectoire nord-sud, puis au mile 72, elle bifurque vers l'ouest, pour aller rejoindre le centre-ville de Las Vegas. En effet, elle traverse le centre-ville de Las Vegas entièrement pour aller rejoindre l'I-15, soit l'extrémité nord-ouest de la 515. Il est à noter que l'autoroute en tant que telle continue, non pas en tant qu'I-515, mais plutôt en tant que US 95.

## Liste des sorties
Les sorties sont numérotées en fonction des bornes de la US 95.
| Interstate 515                            |                                 |       |       |        |                                                                            | |
| Comté                                     | Municipalité                    | mi    | km    | Sortie | Intersections / Destinations                                               | Notes |
| Clark                                     | Henderson                       | 0,00  | 0,00  | —      | I-11 sud / US 93 sud / US 95 sud – Boulder City, Phoenix, Needles          | Continue au-delà du terminus de l'I-515 sud; ancienne I-515 sud                                            |
| Clark                                     | Henderson                       | 0,00  | 0,00  | 23     | I-215 ouest (Bruce Woodbury Beltway) / SR 564 (en) est (Lake Mead Parkway) | Terminus sud du multiplex avec US 93 / US 95; sortie 1 de l'I-215                                          |
| Clark                                     | Henderson                       |       |       | 62     | Auto Show Drive                                                            | |
| Clark                                     | Henderson                       |       |       | 64A    | Sunset Road                                                                | |
| Clark                                     | Henderson                       |       |       | 64B    | Gallerina Drive                                                            | |
| Clark                                     | Henderson                       |       |       | 65     | Russell Road                                                               | |
| Clark                                     | Paradise                        |       |       | 68     | Tropicana Avenue – Aéroport McCaren, Henderson                             | |
| Clark                                     | Paradise                        |       |       | 69     | Flamingo Road                                                              | |
| Clark                                     | Limite Sunrise Manor–Winchester |       |       | 70     | Boulder Highway                                                            | |
| Clark                                     | Limite Las Vegas–Sunrise Manor  |       |       | 72     | Charleston Boulevard                                                       | |
| Clark                                     | Las Vegas                       |       |       | 73     | Eastern Avenue                                                             | |
| Clark                                     | Las Vegas                       |       |       | 75A    | Las Vegas Boulevard – Centre-ville, Cashman Center                         | Indiqué sortie 75 en direction nord                                                                        |
| Clark                                     | Las Vegas                       |       |       | 75B    | Casino Center Boulevard – Centre-ville                                     | Sortie en direction sud seulement; entrée en direction nord via 4th Street                                 |
| Clark                                     | Las Vegas                       | 14,44 | 23,25 | 76     | I-15 / US 93 nord – Los Angeles, Salt Lake City                            | Terminus nord du multiplex avec US 93 / US 95; indiqué sortie 76A (sud) et 76B (nord); sortie 42 de l'I-15 |
| Clark                                     | Las Vegas                       | 14,44 | 23,25 | —      | US 95 nord – Tonopah, Reno                                                 | Continue au-delà du terminus de l'I-515                                                                    |
| - Terminus de multiplex - Accès incomplet |                                 |       |       |        |                                                                            | |